# Chiesa di Santa Maria de Figulis
La chiesa di Santa Maria de Figulis è un luogo di culto cattolico di Catanzaro.

## Storia
La chiesa fu fondata nel XIII secolo e, come testimonia nel 1670 lo storico Vincenzo D’Amato, venne eretta nell'antico rione dove risiedevano i Maestri di vasi di terra, da qui il nome del titolo (dal latino Figulis = Vasaio).
Consacrata inizialmente sotto il titolo di Maria delle Grazie, fu successivamente rinominata di Montecorvino, per via dei numerosi corvi che in alcuni periodi dell'anno si annidavano negli alberi intorno alla chiesa.
Alla fine del XVI secolo la chiesa venne separata dal Capitolo cattedrale, mentre nel 1601 venne elevata a parrocchia, con don Fabio Senatore come primo parroco.

## Descrizione
La chiesa si presenta a pianta rettangolare ad aula unica.
Nel 1858, l'allora parroco don Pucci, fece alcuni lavori di restauro, aprendo la Porta Maggiore sul lato occidentale dell'edificio, rimuovendo il soffitto a tavole per costruire una cupola ottagonale con calotta a otto vele.
L'esterno è in stile Neoclassico, con un alto basamento che gira intorno l'edificio, e paraste di ordine tuscanico ai suoi quattro angoli sorreggono la trabeazione, al di sopra della quale si trova un cornicione modanato.